# Refuge faunique national de Lower Klamath
Le refuge faunique national de Lower Klamath (anglais : Lower Klamath National Wildlife Refuge) est une réserve naturelle de 206 km2 située au nord de la Californie et au sud de l'Oregon aux États-Unis. Créée en 1908, elle est située dans la région montagneuse de la chaîne des Cascades. La zone a été déclarée National Historic Landmark le 16 octobre 1965.

## Description

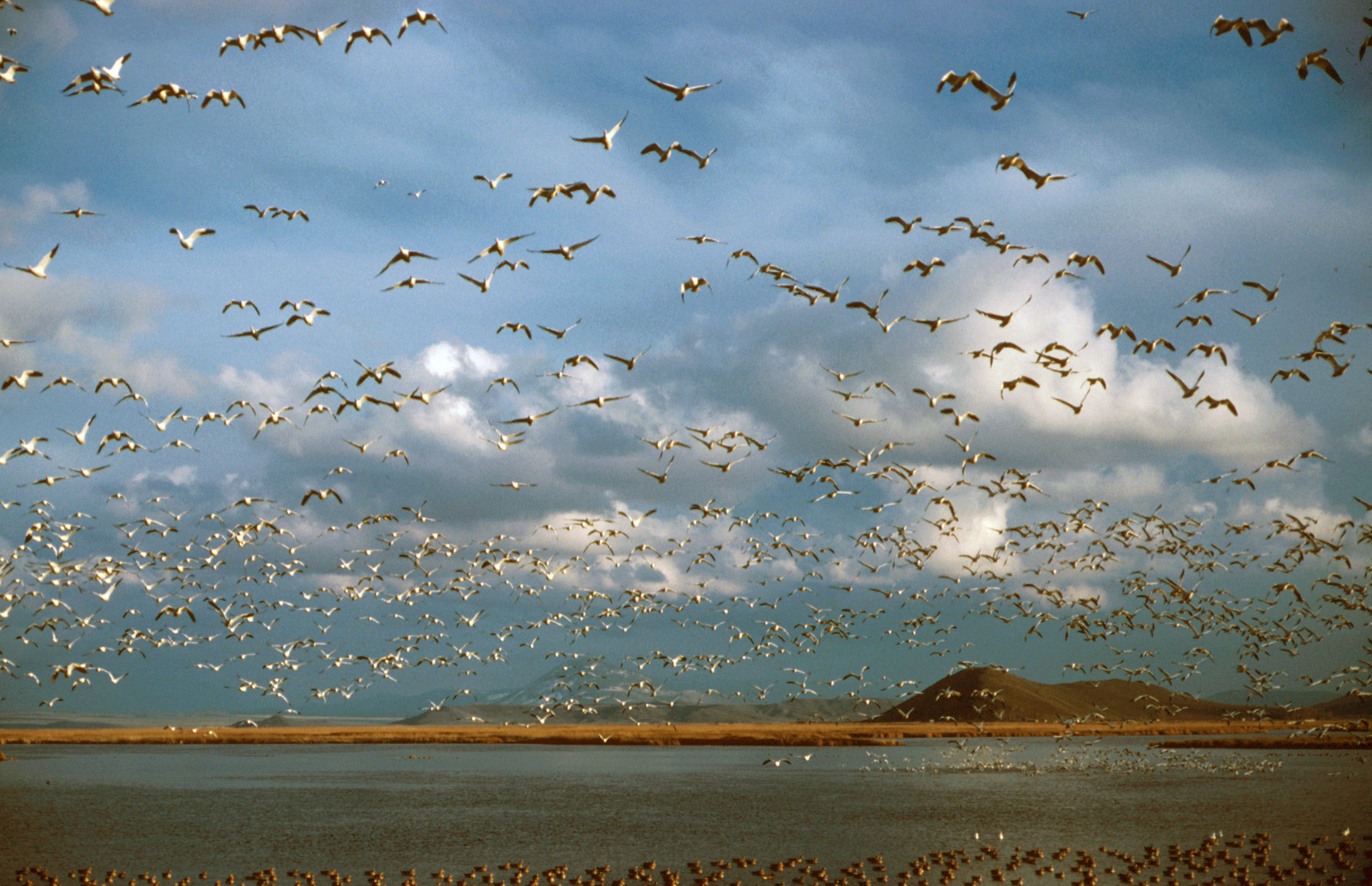
Oies de Ross dans la réserve.

La réserve a été créée en 1908 par le président Theodore Roosevelt. Elle s'étend en grande partie au nord de la Californie et dans une moindre mesure au sud de l'Oregon. La réserve abrite des zones humides composées de marais, d'étendues d'eau et de zones couvertes d'herbes ce qui attire de nombreux oiseaux d'eau qui viennent s'y reproduire et se nourrir. Plusieurs affûts permettent aux photographes de visualiser les oiseaux sans les déranger. Parmi les espèces présentes se trouve le Pygargue à tête blanche, le Pélican d'Amérique, le Faucon pèlerin et l'Ibis à face blanche.